# РД-8
РД-8 — рідинний чотирикамерний ракетний двигун для керування польотом другого ступеня ракети-носія Зеніт-2 по всіх каналах стабілізації. Управління польотом ступеня здійснюється хитанням кожної камери двигуна в одній площині на кут ±33°..
Розробник: КБ «Південне», виробник: Південний машинобудівний завод.
Стерновий двигун з турбонасосною системою подачі компонентів палива, вперше в історії ракетобудування виконаний за схемою з допалюванням генераторного газу. Робоче тіло турбіни ТНА — окислювальний газ, що виробляється в газогенераторі при згорянні компонентів палива. При запуску пневмостартер розкручує ротор ТНА.
Компоненти палива у камерах згоряння і в газогенераторі спалахують за допомогою пускового пального. Управління елементами автоматики двигуна здійснюється гелієм за допомогою електропневмоклапанів. Двигун забезпечує підтримку визначеної тяги і регулювання співвідношення компонентів палива. Двигун має сигналізатори тиску, які вимикають двигун при закінченні компонентів палива.
На збірку ракети кожен двигун надходить після проведення вогневого контрольно-технологічного випробування без наступного перебирання. Двигун може перебувати у заправленій ракеті впродовж доби.
Камера двигуна може бути основою для створення двигунів з тягою 2 і 4 тс (у двигуна тяга 8 тс)

## Основні параметри
- Маса двигуна — 380 кг.
- Тяга у вакуумі — 8000 кгс.
- Компоненти палива: гас, рідкий кисень.
- Тривалість роботи — 1100 сек.